# Ugni
Ugni es un género de plantas mirtáceas que contiene 19 especies de arbustos o árboles pequeños de hoja perenne.
Están estrechamente emparentadas con el género Myrtus, en el cual se clasificaron durante mucho tiempo; presentan hojas pequeñas, habitualmente lanceoladas, coriáceas, con venas secundarias casi invisibles, flores solitarias de cuatro o cinco pétalos, y bayas con varias semillas pequeñas. Prefieren suelos ligeramente húmedos y climas soleados.
Nativos de Sud y Centroamérica, las especies de Ugni se cultivan tanto como ornamentales, en razón de la riqueza y vistosidad de su follaje, como por sus frutos, especialmente la murta, Ugni molinae.

## Especies
Ugni angustifolia

Ugni berteroi

Ugni candollei

Ugni disterigmoides

Ugni friedrichsthalii

Ugni krausei

Ugni molinae

Ugni montana

Ugni myricoides

Ugni myrtus

Ugni oerstedii

Ugni philippii

Ugni poeppigii

Ugni roraimensis

Ugni selkirkii

Ugni stenophylla

Ugni ugni

Ugni vaccinioides

Ugni warscewiczii